# Coleotrype natalensis
Coleotrype natalensis är en himmelsblomsväxtart som beskrevs av Charles Baron Clarke. Coleotrype natalensis ingår i släktet Coleotrype och familjen himmelsblomsväxter. Inga underarter finns listade.
Coleotrype natalensis är en endemisk art i Sydafrika. Den finns i Östra Kapprovinsen, KwaZulu-Natal och Limpopo. Den förekommer även i Zimbabwe, Mocambique och Swaziland. Den växer främst i fuktiga områden eller i sandiga förhållanden i skog.
Coleotrype natalensis pollineras av insekter men har inte någon nektar. Istället använder den sig av en annan mekanism för att attrahera pollinerare: Pråliga hår på ståndarna samt gula ståndarknappar som ger stora mängder pollen är en del i det vilseledande attraktionssystemet. 
Fröna sprids normalt genom vatten eller lera, eftersom arter växer nära vatten eller i fuktiga områden.